# Mano
Der Mano, im Oberlauf Zeliba, ist ein Küstenfluss in Westafrika.

## Verlauf
Der Fluss entspringt als Zeliba bei Voinjama in Liberia an der Grenze zu Guinea. Er verläuft zunächst etwa 50 km westlich und schwenkt dann auf Süd. Kurz darauf, an der Mündung des Gbeya, ändert er seinen Namen in Mano. Der Fluss fließt weiter in südwestlicher Richtung und bildet ab der Mündung seines wichtigsten Nebenflusses, dem Morro, die natürliche Grenze zwischen Liberia und Sierra Leone. Er fließt durch die Distrikte Kailahun, Kenema und Pujehun in Sierra Leone und in Liberia durch die Countys Lofa, Gbarpolu und Grand Cape Mount.

## Verkehr
Nach jahrelangen Bürgerkriegen in beiden Ländern wurde 2007 eine bedeutende Brücke über den Mano zwischen Liberia und Sierra Leone wiedereröffnet.

## Wirtschaft
Der Mano ist Namensgeber der 1973 von den Liberia und Sierra Leone gegründeten Wirtschaftsunion Mano River Union, zu der heute auch Guinea und die Elfenbeinküste gehören.